# Sprötau
Sprötau est une commune allemande de l'arrondissement de Sömmerda, Land de Thuringe.

## Géographie
Le territoire de Sprötau est traversé par un ruisseau appelé Klinge.
|               | Sömmerda          |            |
| Schloßvippach | Sprötau           | Vogelsberg |
| Markvippach   | Vippachedelhausen |            |

## Histoire
Sprötau est mentionné pour la première fois en 1255.
Pendant la Seconde Guerre mondiale, 22 femmes et hommes de Pologne et de Russie sont contraints à des travaux agricoles.
De 1970 à 1990, Sprötau est un site militaire de la Nationale Volksarmee. La 51e brigade anti-aérienne et le bataillon radiotechnique 511 stationnent à l'ouest du village. Au moment de la réunification, la Bundeswehr récupère le site qui est ensuite fermé.

## Source de la traduction
- (de) Cet article est partiellement ou en totalité issu de l’article de Wikipédia en allemand intitulé « Sprötau » (voir la liste des auteurs).